# Pato Bragado
Pato Bragado là một đô thị thuộc bang Paraná, Brasil. Đô thị này có diện tích 135,285 km², dân số năm 2007 là 4867 người, mật độ 32,7 người/km².